# Limnophilomyia stuckenbergi
Limnophilomyia stuckenbergi är en tvåvingeart som beskrevs av Alexander 1956. Limnophilomyia stuckenbergi ingår i släktet Limnophilomyia och familjen småharkrankar. Inga underarter finns listade i Catalogue of Life.